# Whatever
«Whatever» — первый сингл рок-группы Godsmack. Выпущенный ещё также как первый сингл с дебютного альбома Godsmack, «Whatever» является одной из самых известных песен у группы.
Песня впервые появилась на рекламном бонус-диске, который прилагался к некоторым копиям All Wound Up.
«Whatever» в американском чарте Active Rock Top 10 продержался 33 недель. Godsmack получили много разоблачений, когда диск-жокей на WAAF, радиостанции в Массачусетсе, начали играть эту песню на концерте.

## О песне
Авторами песни являются Салли Эрна и Тони Ромбола, Ромбола прокомментировал:
Это ответ Салли его девушке, когда мы проходили через всю эту борьбу между репетициями пять вечеров в неделю, игрой по выходным и попытками сохранить отношения в то же время. Мы действительно начинали отрываться, и это трудно — пережить отношения с девушкой и иметь группу, занимающую все твоё время, плюс мы работали на постоянной основе, так что у них было, вероятно, 10 минут в день отдыха.

## Позиции в чартах
Billboard (США)
| Год  | Чарт                   | Высшая позиция |
| ---- | ---------------------- | -------------- |
| 1998 | Mainstream Rock        | 7              |
| 1998 | Modern Rock Tracks     | 19             |
| 1998 | Bubbling Under Hot 100 | 16             |